# Stati per PIL (nominale) pro capite

PIL pro capite (PPA) 2019

Questa voce fornisce una lista di stati del mondo ordinata per il loro prodotto interno lordo (PIL) nominale pro capite.
Questo rappresenta il valore di tutti i prodotti finiti e servizi prodotti in uno stato in un dato anno diviso per la popolazione media dello stato per lo stesso anno. Essendo calcolate sul PIL nominale, le cifre seguenti non tengono conto del diverso costo della vita (o diverso potere d'acquisto) dei vari paesi, creando quindi un'illusione monetaria. Per questa ragione, per comparare in maniera più esatta la ricchezza disponibile in un certo paese, si consiglia di consultare la lista degli Stati per PIL (PPA) pro capite che aggiusta i valori tenendo conto della parità di potere d'acquisto (PPA).
I dati provengono dal Fondo Monetario Internazionale e sono espressi in dollari statunitensi.

## Classifica del pil pro capite per 2025 (2025)
| Classifica pio pro capite agosto 2025 | Classifica pio pro capite agosto 2025 | Classifica pio pro capite agosto 2025 | Classifica pio pro capite agosto 2025 |
| Posizione                             | Nazione                               | PIL pro capite US$ (2018)             | Diff.                                 |
| ------------------------------------- | ------------------------------------- | ------------------------------------- | ------------------------------------- |
| 1                                     | Lussemburgo                           | 115.902                               | 9,28 %                                |
| 2                                     | Liechtenstein                         | 108.942                               | 7,33 %                                |
| 3                                     | Svizzera                              | 83.372                                | 2,97 %                                |
| 4                                     | Macao                                 | 81.798                                | 5,59 %                                |
| 5                                     | Norvegia                              | 81.588                                | 8,30 %                                |
| 6                                     | Irlanda                               | 78.434                                | 12,77 %                               |
| 7                                     | Islanda                               | 74.703                                | 3,12 %                                |
| 8                                     | Qatar                                 | 70.438                                | 12,02 %                               |
| 9                                     | Singapore                             | 64.629                                | 7,10 %                                |
| 10                                    | Stati Uniti                           | 62.869                                | 4,68 %                                |
| 11                                    | Danimarca                             | 60.897                                | 6,13 %                                |
| 12                                    | Australia                             | 56.420                                | 0,80 %                                |
| 13                                    | Svezia                                | 54.356                                | 1,77 %                                |
| 14                                    | Paesi Bassi                           | 53.228                                | 9,07 %                                |
| 15                                    | Austria                               | 51.344                                | 8,34 %                                |
| 16                                    | Finlandia                             | 49.738                                | 8,25 %                                |
| 17                                    | San Marino                            | 48.948                                | 6,67 %                                |
| 18                                    | Hong Kong                             | 48.451                                | 5,11 %                                |
| 19                                    | Germania                              | 47.662                                | 7,51 %                                |
| 20                                    | Belgio                                | 46.696                                | 6,88 %                                |
| 21                                    | Canada                                | 46.290                                | 2,37 %                                |
| 22                                    | Francia                               | 42.953                                | 7,09 %                                |
| 23                                    | Regno Unito                           | 42.580                                | 6,51 %                                |
| 24                                    | Israele                               | 41.728                                | 2,88 %                                |
| 25                                    | Nuova Zelanda                         | 41.205                                | −0,43 %                               |
| 26                                    | Emirati Arabi Uniti                   | 39.709                                | 6,60 %                                |
| 27                                    | Giappone                              | 39.304                                | 2,51 %                                |
| 28                                    | Italia                                | 34.321                                | 6,60 %                                |
| 29                                    | Corea del Sud                         | 33.320                                | 5,52 %                                |
| 30                                    | Bahamas                               | 32.997                                | 1,13 %                                |
| 31                                    | Porto Rico                            | 31.603                                | 0,04 %                                |
| 32                                    | Kuwait                                | 30.969                                | 15,29 %                               |
| 33                                    | Spagna                                | 30.733                                | 8,29 %                                |
| 34                                    | Brunei                                | 30.668                                | 8,61 %                                |
| 35                                    | Malta                                 | 30.608                                | 10,38 %                               |
| 36                                    | Cipro                                 | 28.341                                | 9,18 %                                |
| 37                                    | Slovenia                              | 26.145                                | 11,27 %                               |
| 38                                    | Bahrein                               | 25.483                                | 4,44 %                                |
| 39                                    | Aruba                                 | 25.366                                | 4,97 %                                |
| 40                                    | Taiwan                                | 25.008                                | 2,53 %                                |
| 40                                    | Arabia Saudita                        | 23.539                                | 11,49 %                               |
| 41                                    | Portogallo                            | 23.437                                | 9,10 %                                |
| 42                                    | Estonia                               | 23.330                                | 14,47 %                               |
| 43                                    | Rep. Ceca                             | 23.113                                | 13,24 %                               |
| 44                                    | Grecia                                | 20.317                                | 7,51 %                                |
| 45                                    | Slovacchia                            | 19.579                                | 11,06 %                               |
| 46                                    | Lituania                              | 18.994                                | 12,76 %                               |
| 47                                    | Oman                                  | 18.970                                | 11,29 %                               |
| 48                                    | Lettonia                              | 18.032                                | 15,19 %                               |
| 49                                    | Barbados                              | 17.758                                | 1,92 %                                |
| 50                                    | Saint Kitts e Nevis                   | 17.513                                | 2,97 %                                |
| 51                                    | Antigua e Barbuda                     | 17.464                                | 8,55 %                                |
| 52                                    | Uruguay                               | 17.014                                | −0,19 %                               |
| 53                                    | Seychelles                            | 16.575                                | 4,14 %                                |
| 54                                    | Ungheria                              | 16.484                                | 15,49 %                               |
| 55                                    | Trinidad e Tobago                     | 16.379                                | 0,78 %                                |
| 56                                    | Palau                                 | 16.195                                | 2,93 %                                |
| 57                                    | Cile                                  | 15.902                                | 5,48 %                                |
| 58                                    | Panama                                | 15.643                                | 2,93 %                                |
| 59                                    | Polonia                               | 15.425                                | 11,20 %                               |
| 60                                    | Croazia                               | 14.870                                | 11,12 %                               |
| 61                                    | Maldive                               | 14.571                                | 7,85 %                                |
| 62                                    | Romania                               | 12.270                                | 14,01 %                               |
| 63                                    | Costa Rica                            | 12.039                                | 1,94 %                                |
| 64                                    | Argentina                             | 11.658                                | −20,09 %                              |
| 65                                    | Russia                                | 11.289                                | 5,01 %                                |
| 66                                    | Mauritius                             | 11.228                                | 7,09 %                                |
|                                       | Mondo                                 | 11.183                                |                                       |
| 67                                    | Malaysia                              | 11.072                                | 11,16 %                               |
| 68                                    | Grenada                               | 10.939                                | 4,78 %                                |
| 69                                    | Saint Lucia                           | 10.755                                | 4,96 %                                |
| 70                                    | Guinea Equatoriale                    | 10.453                                | 7,85 %                                |
| 71                                    | Messico                               | 9.796                                 | 4,59 %                                |
| 72                                    | Cina                                  | 9.580                                 | 10,40 %                               |
| 73                                    | Turchia                               | 9.405                                 | −10,86 %                              |
| 74                                    | Kazakistan                            | 9.401                                 | 4,80 %                                |
| 75                                    | Bulgaria                              | 9.313                                 | 12,55 %                               |
| 76                                    | Libano                                | 9.251                                 | 5,39 %                                |
| 77                                    | Brasile                               | 8.959                                 | −9,75 %                               |
| 78                                    | Montenegro                            | 8.763                                 | 12,34 %                               |
| 79                                    | Nauru                                 | 8.562                                 | 5,03 %                                |
| 80                                    | Rep. Dominicana                       | 8.341                                 | 5,92 %                                |
| 81                                    | Gabon                                 | 8.220                                 | 11,54 %                               |
| 82                                    | Botswana                              | 7.973                                 | 5,13 %                                |
| 83                                    | Dominica                              | 7.541                                 | 1,90 %                                |
| 84                                    | Thailandia                            | 7.448                                 | 10,66 %                               |
| 85                                    | Saint Vincent e Grenadine             | 7.354                                 | 2,31 %                                |
| 86                                    | Serbia                                | 7.223                                 | 14,94 %                               |
| 87                                    | Turkmenistan                          | 7.065                                 | 6,36 %                                |
| 88                                    | Perù                                  | 7.007                                 | 4,12 %                                |
| 89                                    | Colombia                              | 6.642                                 | 5,00 %                                |
| 90                                    | Ecuador                               | 6.368                                 | 2,43 %                                |
| 91                                    | Sudafrica                             | 6.354                                 | 3,82 %                                |
| 92                                    | Libia                                 | 6.288                                 | 32,69 %                               |
| 93                                    | Bielorussia                           | 6.283                                 | 9,14 %                                |
| 94                                    | Figi                                  | 6.208                                 | 2,25 %                                |
| 95                                    | Macedonia del Nord                    | 6.100                                 | 11,95 %                               |
| 96                                    | Namibia                               | 6.012                                 | 5,02 %                                |
| 97                                    | Paraguay                              | 5.934                                 | 5,78 %                                |
| 98                                    | Iraq                                  | 5.882                                 | 11,75 %                               |
| 99                                    | Suriname                              | 5.798                                 | 10,32 %                               |
| 100                                   | Bosnia ed Erzegovina                  | 5.755                                 | 11,62 %                               |
| 101                                   | Iran                                  | 5.417                                 | 2,40 %                                |
| 102                                   | Giamaica                              | 5.406                                 | 4,10 %                                |
| 103                                   | Albania                               | 5.239                                 | 15,39 %                               |
| 104                                   | Guyana                                | 4.984                                 | 7,52 %                                |
| 105                                   | Belize                                | 4.862                                 | 0,70 %                                |
| 106                                   | Tonga                                 | 4.858                                 | 3,98 %                                |
| 107                                   | Azerbaigian                           | 4.722                                 | 12,10 %                               |
| 108                                   | Guatemala                             | 4.545                                 | 1,69 %                                |
| 109                                   | Kosovo                                | 4.433                                 | 10,06 %                               |
| 110                                   | Georgia                               | 4.346                                 | 7,39 %                                |
| 111                                   | Samoa                                 | 4.323                                 | 1,52 %                                |
| 112                                   | Giordania                             | 4.271                                 | 1,63 %                                |
| 113                                   | eSwatini                              | 4.267                                 | 4,79 %                                |
| 114                                   | Armenia                               | 4.188                                 | 8,24 %                                |
| 115                                   | Sri Lanka                             | 4.099                                 | −0,13 %                               |
| 116                                   | Algeria                               | 4.081                                 | 1,71 %                                |
| 117                                   | Mongolia                              | 4.017                                 | 11,73 %                               |
| 118                                   | El Salvador                           | 3.922                                 | 3,56 %                                |
| 119                                   | Isole Marshall                        | 3.879                                 | 1,48 %                                |
| 120                                   | Indonesia                             | 3.871                                 | −0,36 %                               |
| 121                                   | Tuvalu                                | 3.796                                 | 2,92 %                                |
| 122                                   | Micronesia                            | 3.634                                 | 2,40 %                                |
| 123                                   | Angola                                | 3.621                                 | −15,87 %                              |
| 124                                   | Capo Verde                            | 3.578                                 | 10,30 %                               |
| 125                                   | Bolivia                               | 3.565                                 | 5,84 %                                |
| 126                                   | Tunisia                               | 3.422                                 | −0,89 %                               |
| 127                                   | Venezuela                             | 3.411                                 | −28,29 %                              |
| 128                                   | Marocco                               | 3.366                                 | 6,91 %                                |
| 129                                   | Vanuatu                               | 3.254                                 | 3,04 %                                |
| 130                                   | Moldavia                              | 3.190                                 | 17,03 %                               |
| 131                                   | Bhutan                                | 3.160                                 | 7,58 %                                |
| 132                                   | Ucraina                               | 3.113                                 | 17,20 %                               |
| 133                                   | Filippine                             | 3.104                                 | 3,85 %                                |
| 134                                   | Gibuti                                | 2.786                                 | 2,78 %                                |
| 135                                   | Papua Nuova Guinea                    | 2.752                                 | 1,70 %                                |
| 136                                   | Rep. del Congo                        | 2.618                                 | 27,40 %                               |
| 137                                   | Egitto                                | 2.573                                 | 3,14 %                                |
| 138                                   | Laos                                  | 2.565                                 | 4,53 %                                |
| 139                                   | Vietnam                               | 2.604                                 | 8,41 %                                |
| 140                                   | Honduras                              | 2.524                                 | 1,30 %                                |
| 141                                   | Ghana                                 | 2.217                                 | 8,78 %                                |
| 142                                   | Isole Salomone                        | 2.197                                 | 5,02 %                                |
| 143                                   | Timor Est                             | 2.163                                 | 7,89 %                                |
| 144                                   | India                                 | 2.038                                 | 1,18 %                                |
| 145                                   | Pakistan                              | 2.033                                 | 3,10 %                                |
| 146                                   | Nicaragua                             | 2.030                                 | −6,22 %                               |
| 147                                   | São Tomé e Príncipe                   | 1.943                                 | 9,92 %                                |
| 148                                   | Kenya                                 | 1.831                                 | 8,71 %                                |
| 149                                   | Bangladesh                            | 1.749                                 | 8,92 %                                |
| 150                                   | Costa d'Avorio                        | 1.681                                 | 10,02 %                               |
| 151                                   | Kiribati                              | 1.641                                 | −0,05 %                               |
| 152                                   | Nigeria                               | 1.565                                 | 1,39 %                                |
| 153                                   | Camerun                               | 1.556                                 | 7,92 %                                |
| 154                                   | Uzbekistan                            | 1.550                                 | −14,37 %                              |
| 155                                   | Cambogia                              | 1.504                                 | 8,54 %                                |
| 156                                   | Zambia                                | 1.503                                 | 0,18 %                                |
| 157                                   | Senegal                               | 1.441                                 | 9,15 %                                |
| 158                                   | Zimbabwe                              | 1.434                                 | −5,42 %                               |
| 159                                   | Comore                                | 1.391                                 | 6,64 %                                |
| 160                                   | Lesotho                               | 1.333                                 | 0,65 %                                |
| 161                                   | Mauritania                            | 1.319                                 | 3,97 %                                |
| 162                                   | Birmania                              | 1.300                                 | 11,47 %                               |
| 163                                   | Kirghizistan                          | 1.293                                 | 3,10 %                                |
| 164                                   | Benin                                 | 1.242                                 | 9,30 %                                |
| 165                                   | Tanzania                              | 1.040                                 | 3,68 %                                |
| 166                                   | Nepal                                 | 1.034                                 | 13,44 %                               |
| 167                                   | Mali                                  | 927                                   | 8,48 %                                |
| 168                                   | Guinea                                | 911                                   | 14,53 %                               |
| 169                                   | Yemen                                 | 895                                   | 9,28 %                                |
| 170                                   | Ciad                                  | 885                                   | 6,97 %                                |
| 171                                   | Haiti                                 | 869                                   | 13,48 %                               |
| 172                                   | Etiopia                               | 772                                   | 4,33 %                                |
| 173                                   | Tagikistan                            | 826                                   | 3,12 %                                |
| 174                                   | Guinea-Bissau                         | 822                                   | 3,56 %                                |
| 175                                   | Sudan                                 | 817                                   | −27,51 %                              |
| 176                                   | Ruanda                                | 787                                   | 1,64 %                                |
| 177                                   | Liberia                               | 728                                   | −3,56 %                               |
| 178                                   | Uganda                                | 724                                   | 3,10 %                                |
| 179                                   | Burkina Faso                          | 716                                   | 11,18 %                               |
| 180                                   | Gambia                                | 713                                   | 5,30 %                                |
| 181                                   | Togo                                  | 670                                   | 8,88 %                                |
| 182                                   | Afghanistan                           | 545                                   | −4,31 %                               |
| 183                                   | Sierra Leone                          | 539                                   | 7,12 %                                |
| 184                                   | RD del Congo                          | 496                                   | 21,57 %                               |
| 185                                   | Mozambico                             | 475                                   | 11,36 %                               |
| 186                                   | Madagascar                            | 459                                   | 2,61 %                                |
| 187                                   | Rep. Centrafricana                    | 449                                   | 7,96 %                                |
| 188                                   | Niger                                 | 414                                   | 10,01 %                               |
| 189                                   | Sudan del Sud                         | 352                                   | 29,30 %                               |
| 190                                   | Malawi                                | 350                                   | 7,67 %                                |
| 191                                   | Eritrea                               | 332                                   | 2,58 %                                |
| 192                                   | Somalia                               | 314                                   | 1,57 %                                |
| 193                                   | Burundi                               | 307                                   | −1,76 %                               |